# 요스 뤼휘카이
요스 뤼휘카이(Jos Luhukay, 1963년 6월 13일, 펜로 ~)는 은퇴한 네덜란드의 축구 선수이자 축구 감독이다.

## 선수 경력
그는 15세의 나이에 펜로에서 경력을 시작하였다. 1989년에 그는 스히담으로 이적하였고, 그곳에서 1991년까지 활약하였다. 1991년에서 1993년까지 발베이크에서 활약한 그는 모국을 떠나 독일로 이주하였고, 그는 슈트라엘렌에서 두 차례 (1993년에서 1995년, 1996년에서 1998년) 활약하였고, 그 두 기간의 중간인 1995년과 1996년 사이에는 위르딩겐 05에서 활약하였다. 위르딩겐 05에서, 뤼휘카이는 두 번의 분데스리가 경기에 출전하였다. 1998년에, 그는 슈트라엘렌에서 은퇴하였다. 요스 뤼휘카이는 현역 시절에 항상 미드필더로 활약하였다.

## 감독 경력

### 초기 감독 경력
선수 생활에서 은퇴한 지 한달 후, 그는 슈트라엘렌의 감독으로 취임하였다. 2년 후, 그는 위르딩겐 05의 감독으로 2002년까지 활약하다가 분데스리가 클럽 쾰른의 수석 코치로 내정되었다. 2005년, 그는 2. 분데스리가의 파더보른 07의 감독이 되었다. 2006년 8월 11일, 그는 그 직위에서 사임하였다.

### 묀헨글라트바흐
2007년 1월 2일, 그는 분데스리가에 소속된 묀헨글라트바흐의 수석 코치로 내정되었다. 2007년 1월 31일, 유프 하인케스 감독이 사임함에 따라 뤼휘카이는 감독 대행을 맡았고, 이후 감독직을 맡게 되었다.
2008년 10월 5일, 뤼휘카이는 묀헨글라트바흐 감독직에서 경질되었다.

### 아우크스부르크
2009년 3월 23일, 뤼휘카이는 아우크스부르크의 감독으로 취임하였다. 홀거 파흐 감독의 경질 후, 뤼휘카이는 2009년 4월 15일부터 아우크스부르크의 감독을 맡았다. 뤼휘카이의 감독직은 본래 2009년 7월 1일에 시작하기로 되어 있었다. 뤼휘카이는 2011-12 시즌의 리그 최종전 이후 즉시 사임하였다.

### 헤르타 BSC
2012년 5월 17일, 뤼휘카이는 헤르타 BSC의 신임 감독으로 취임하였다. 그는 2012년 7월 1일부터 공식적으로 감독직을 시작하였다.
그러나 성적 부진으로 2015년 2월 헤르타의 감독직에서 전격 경질됐다.

## 감독 경력 통계
2014년 5월 10일 기준
| 팀             | 취임             | 해임            | 기록 | 기록 | 기록 | 기록 | 기록  | 기록          |
| 팀             | 취임             | 해임            | 전   | 승   | 무   | 패   | 승률  | 참조          |
| -------------- | ---------------- | --------------- | ---- | ---- | ---- | ---- | ----- | ------------- |
| 위르딩겐 05    | 2000년 7월 1일   | 2002년 6월 30일 | 73   | 29   | 19   | 25   | 39.73 | [ 11 ] [ 12 ] |
| 쾰른           | 2003년 10월 30일 | 2003년 11월 2일 | 1    | 0    | 0    | 1    | 0.00  |               |
| 파더보른 07    | 2005년 7월 1일   | 2006년 8월 11일 | 35   | 13   | 7    | 15   | 37.14 | [ 14 ]        |
| 묀헨글라트바흐 | 2007년 1월 31일  | 2008년 10월 5일 | 60   | 23   | 16   | 21   | 38.33 | [ 15 ]        |
| 아우크스부르크 | 2009년 4월 15일  | 2012년 5월 5일  | 123  | 53   | 37   | 33   | 43.09 | [ 17 ]        |
| 헤르타 BSC     | 2012년 7월 1일   | 현임            | 71   | 34   | 18   | 19   | 47.89 | [ 18 ]        |
| 합계           | 합계             | 합계            | 363  | 152  | 97   | 114  | 41.87 | —             |